# Zsolt Gáspár
Zsolt Gáspár (Budapest, 17 de mayo de 1977) es un deportista húngaro que compitió en natación.
Ganó una medalla de bronce en el Campeonato Europeo de Natación de 2004, en la prueba de 4 × 100 m estilos.
Participó en dos Juegos Olímpicos de Verano, ocupando el quinto lugar en Sídney 2000 y el séptimo en Atenas 2004, en el relevo 4 × 100 m estilos.

## Palmarés internacional
| Campeonato Europeo | Campeonato Europeo | Campeonato Europeo | Campeonato Europeo |
| Año                | Lugar              | Medalla            | Prueba             |
| ------------------ | ------------------ | ------------------ | ------------------ |
| 2004               | Madrid (España)    | Medalla de bronce  | 4 × 100 m estilos  |